# Ishtar
Ishtar — бельгийская фолк-группа, известная в основном по участию в международном конкурсе песни Евровидение 2008. Группа названа в честь вавилонской богини плотской любви и плодородия Иштар.
Коллектив был образован в 2003 году. Первый альбом группа выпустила в 2005 году. Участники группы исполняют западно- и восточноевропейскую народную музыку в современной обработке.
В феврале 2008 коллектив участвовала на национальном бельгийском отборочном конкурсе для конкурса Евровидение и выиграла его с песней «O Julissi Na Jalini». Композиция примечательна прежде всего тем, что записана на вымышленном языке, который, предположительно, основан на тексте украинской народной песни «У лici на ялині». Хотя обычному слушателю текст песни непонятен, сам автор композиции — Мишель Вангелюве (один из участников группы) утверждал, что в песне поётся о мальчике, игравшем в заколдованном лесу.
На Евровидении музыканты выступили в первом полуфинале, под номером 6. Получив всего 16 очков, группа финишировала семнадцатой, и не смогла дойти до финала.

## Участники
Группа состоит из десяти участников. Первые шесть человек из списка ниже принимали участие на Евровидении, остальные четверо — не принимали (в соответствии с правилами конкурса о количестве участников от одной страны).
- Michel Vangheluwe — гитара
- Soetkin Baptinst — вокал
- Ann Vandaele — вокал
- Marleen Vandaele — вокал
- Els Vandaele — виолончель
- Hans Vandaele — скрипка
- Lode Cartrysse — гобой
- Korneel Taeckens — ударные
- Frank Markey — кларнет, саксофон
- Karel Vercruysse — гитара

## Дискография

### Альбомы
- Troub’Amour (2005)
- O Julissi (2008)

### Синглы
- O julissi na jalini (2008)